# 71
Aquesta pàgina és per a l'any. Per al nombre, vegeu setanta-u.
El 71 (LXXI) fou un any comú començat en dimarts del calendari julià.

## Esdeveniments
- Stanwick St John, Richmondshire: Els romans derroten als brigants en la batalla de Stanwick.[1]